# Deumidificatore

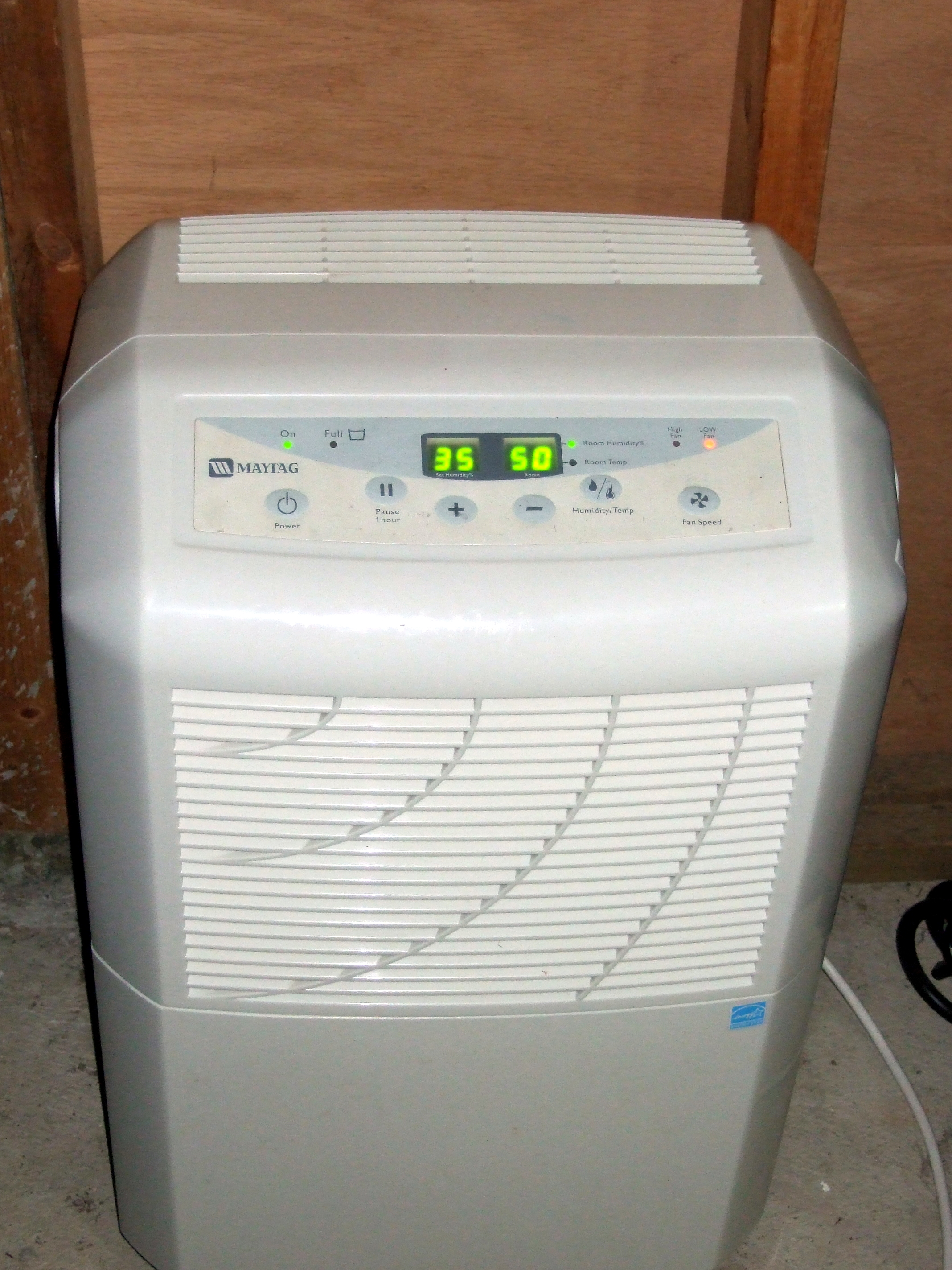
Deumidificatore da appartamento.

Un deumidificatore è un elettrodomestico che ha il compito di ridurre il livello di umidità dell'aria.
Esso viene in genere utilizzato per ragioni igieniche, in quanto un'umidità troppo elevata porta alla formazione di muffa, che può comportare anche rischi per la salute umana. D'altra parte un'aria troppo secca non è neanche una condizione ottimale, in quanto porterebbe alla disidratazione. Si assume quindi un intervallo di umidità relativa in modo che l'ambiente domestico risulti abitabile, e precisamente si considerano i valori che vanno dal 30% al 50%.

## Tipi di deumidificatori
In base al processo fisico sfruttato per la deumidificazione dell'aria, i deumidificatori vengono distinti in 3 categorie:
- Meccanico-refrigerativi
- Essiccativi
- Condizionatori d'aria

### Deumidificatori meccanico-refrigerativi
È il tipo più comune. L'aria viene aspirata e spinta da una ventola in direzione di una serpentina di raffreddamento in cui circola un fluido refrigerante. Siccome la pressione di vapore a saturazione dell'acqua diminuisce al diminuire della temperatura, il vapore acqueo presente nell'aria si condensa una volta che è venuto a contatto con la serpentina, e l'acqua che man mano si forma viene convogliata verso un serbatoio di raccolta. L'aria così deumidificata viene poi filtrata (al fine di rimuovere le impurità) ed espulsa.
Il fluido presente all'interno della serpentina acquista calore latente dall'acqua che condensa sulla superficie della serpentina stessa, per cui una parte della serpentina avrà temperatura più elevata; l'aria che si era raffreddata a causa del passaggio sulla parte fredda della serpentina scambia poi calore con la parte calda, quindi si riscalda. Questo processo è più efficiente a temperature più elevate e in condizioni di elevata umidità relativa (maggiore del 45% circa) e quindi con temperatura di rugiada maggiori a 0 °C (si evita la formazione di ghiaccio sulla batteria). Quindi questo tipo di deumidificatori è meno indicato nelle regioni geografiche con condizioni climatiche più rigide.

### Deumidificatori essiccativi

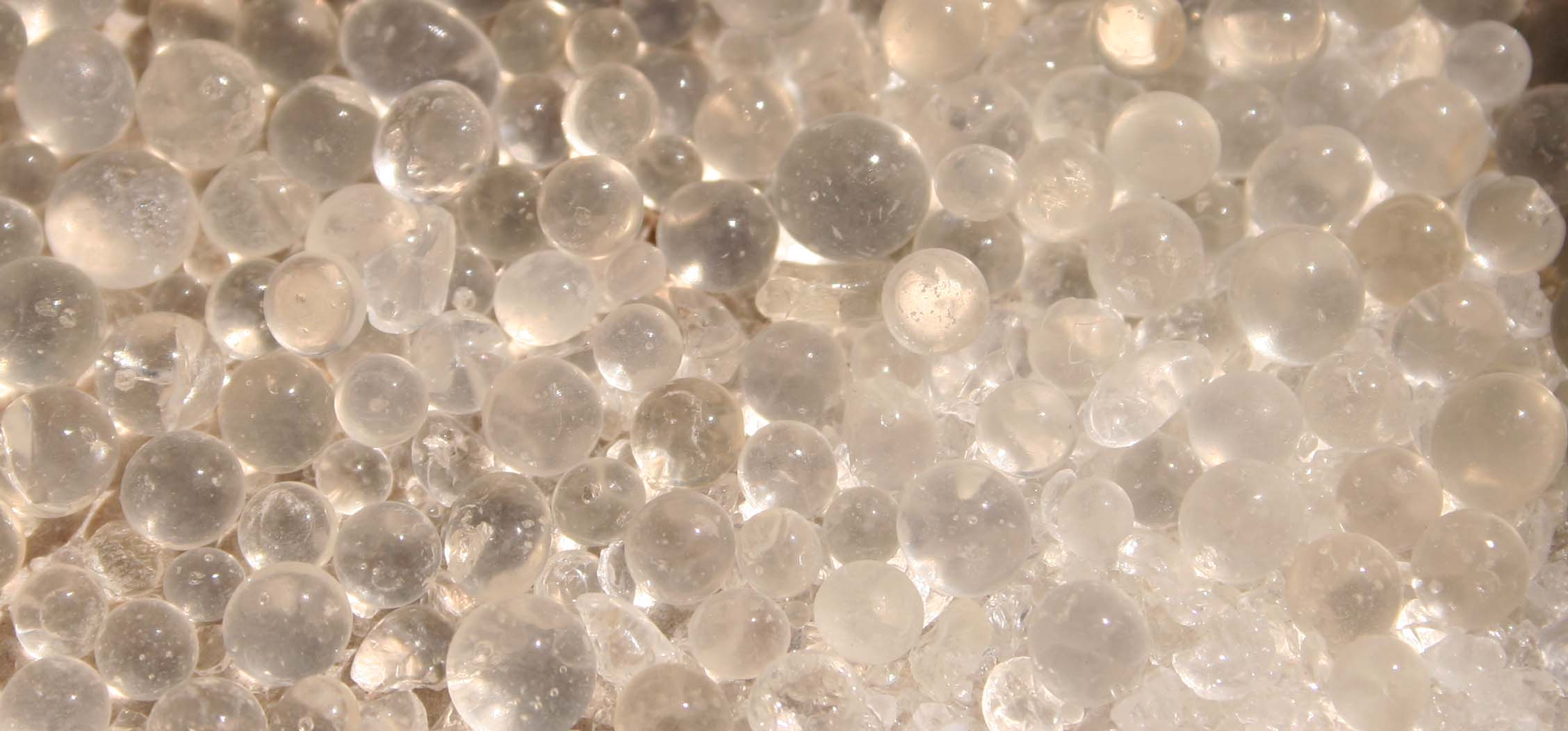
Perline di gel di silice

In questo caso la deumidificazione viene svolta ad opera di materiali essiccanti. Al contrario dei deumidificatori meccanico-refrigerativi, in questo caso si ha un'efficienza migliore a basse temperature e bassi valori di umidità relativa, per cui questo metodo può essere utilizzato ove il metodo precedente non si dimostri efficiente, oppure si possono utilizzare i due metodi congiuntamente, in modo da avere delle prestazioni più elevate in un intervallo di condizioni più ampio.
I materiali essiccanti che vengono utilizzati per questo scopo hanno la caratteristica di presentare una elevata affinità chimico-fisica nei confronti del vapor d'acqua. Un esempio di materiale essiccante è il gel di silice. Il meccanismo chimico-fisico per cui l'aria viene impoverita del suo vapore acqueo è detto adsorbimento, e consiste nella formazione di legami tra la superficie del materiale essiccante e il vapore acqueo. Quando i pori del materiale adsorbente sono completamente saturi di acqua il processo di deumidificazione non può più continuare: in questo caso si può ricorrere alla sostituzione del materiale adsorbente oppure alla sua "rigenerazione", che avviene mettendo il materiale in contatto con una corrente di aria secca (ad esempio un'aria riscaldata in modo da ridurne l'umidità), che trascina con sé l'acqua adsorbita.

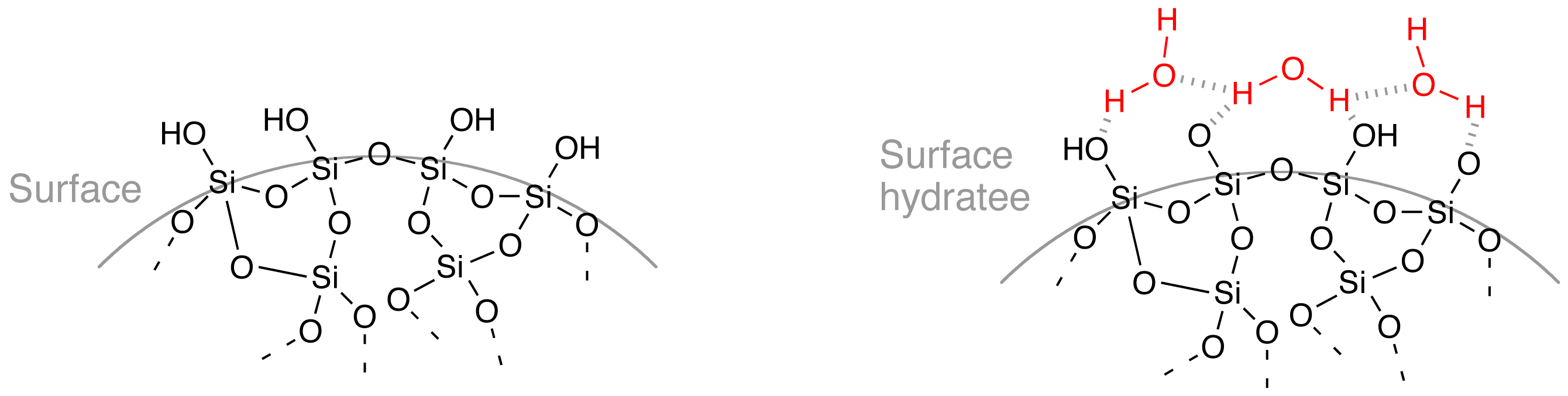
Superficie a livello molecolare del gel di silice secco ed idratato.

Un deumidificatore di tipo essiccativo è in genere composto da quattro parti:
- un componente che contiene il solido essiccante;
- una ventola che muove l'aria da deumidificare (aria di processo) verso il materiale essiccante;
- un elemento riscaldatore per essiccare l'aria da utilizzare per la rigenerazione
- una ventola che muove l'aria secca verso il materiale essiccante.

### Condizionatori d'aria
I condizionatori d'aria agiscono anche da deumidificatore. Essi quindi hanno bisogno di un circuito per il drenaggio o l'evaporazione del condensato.

## Raccolta dell'acqua

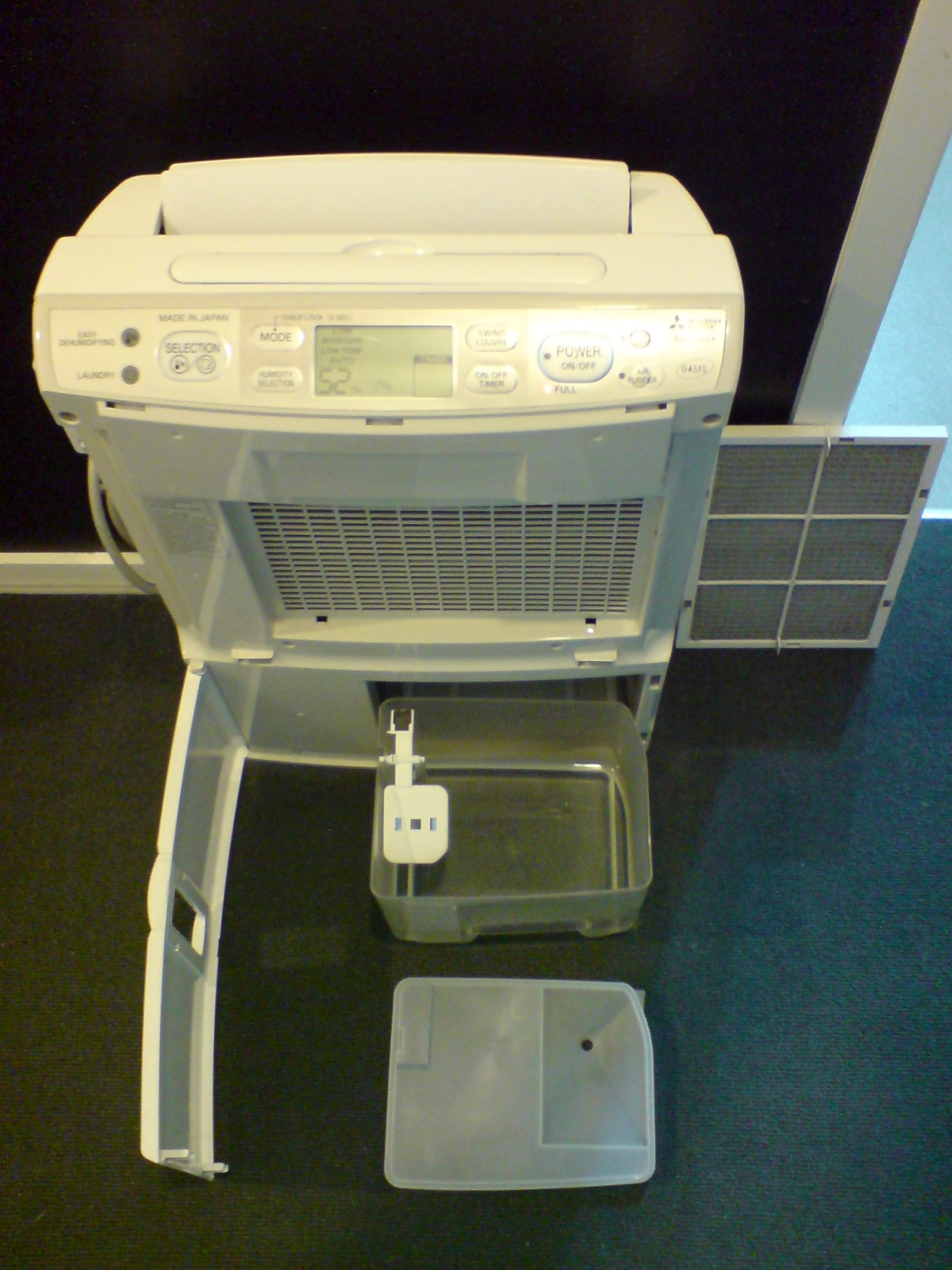
Deumidificatore aperto per la manutenzione.

I deumidificatori, in genere, hanno una tanica di raccolta dell'acqua e sono provvisti di un sensore per controllare il livello di acqua all'interno della vaschetta, basato sul peso (tarato per rilevare il peso che solitamente la tanica ha quando è piena) o sul livello dell'acqua (un galleggiante che deve raggiungere un livello fisso); quando il sensore rileva che l'acqua ha raggiunto il livello massimo, il deumidificatore si spegne automaticamente e, solitamente, si attiva un'indicazione dei comandi che segnala che l'apparecchio non può funzionare perché la tanica è piena. Il riempimento avviene ogni 8-12 ore circa (il tempo varia a seconda della capienza della tanica e del numero di litri d'acqua che l'apparecchio è in grado di scaricare in 24 ore di funzionamento continuo), trascorse le quali la vaschetta va svuotata. In alternativa si può installare un tubo esterno per il drenaggio continuo dell'acqua.
L'acqua di condensa scaricata dai deumidificatori non è affatto potabile, sia dal punto di vista nutrizionale (è priva di sali minerali ovvero è un'acqua distillata), sia dal punto di vista biologico (è il luogo ideale per la proliferazione di funghi, trasportati dall'aria sotto forma di spore, e di microbi).

## Edilizia
Nelle strutture edilizie spesso si vengono a creare dei problemi di umidità per i quali è necessario intervenire per ripristinare la salubrità degli ambiente eliminando i problemi relativi all'umidità. Possono venirsi a creare problemi dovuti all'infiltrazione di acqua dal sottosuolo, di perdita dal tetto (una tegola rotta o l'acqua che può passare in mezzo alle tegole se non sono messe bene, oppure un lavoro non fatto a regola d'arte), di un tubo che perde in una parete, oppure quando si tratta di un ambiente eccessivamente umido e che non è abbastanza arieggiato. Per ovviare a questi potenziali problemi all'interno delle proprie case esistono varie soluzioni a seconda del tipo di inconveniente che è venuto a crearsi: taglio meccanico, foglio impermeabile, barriera chimica, evaporazione dell'acqua, intercapedine, scannafosso, sifone drenante, intonaci macroporosi, barre polarizzate, elettrosmosi, radiofrequenza.